# اندرو هوبرمن
اندرو دیوید هوبرمن (زاده ۲۶ سپتامبر ۱۹۷۵) عصب‌شناس و پادکست‌ساز آمریکایی است. او دانشیار نوروبیولوژی و چشم‌پزشکی در دانشکده پزشکی دانشگاه استنفورد است. از سال ۲۰۲۱، او میزبان پادکست آزمایشگاه هوبرمن با تمرکز بر سلامت و علم بوده است. این پادکست به دلیل ترویج ادعاهایی ضعیف در زمینهٔ سلامت مورد انتقاد قرار گرفته است.

## جوایز و کمک‌های مالی
- جایزه کوگان برای کمک به بینایی‌شناسی و چشم‌پزشکی (۲۰۱۷)[۶]
- جایزه محقق زیست‌پزشکی پیو (۲۰۱۳-۲۰۱۷)[۷]
- جایزه محقق علوم اعصاب مک نایت (۲۰۱۳-۲۰۱۶)[۸]
- جایزه آلن جی مار (۲۰۰۵)[۹]